# 北浦村 (宮城県)
北浦村（きたうらむら）は、昭和29年（1954年）まで宮城県遠田郡中西部にあった村。現在の美里町北浦・関根および大崎市古川桑針・古川鶴ヶ埣・古川深沼にあたる。

## 地理
- 河川：江合川

## 沿革
- 明治22年（1889年）4月1日 - 町村制施行にともない、北浦村・桑針村・関根村・鶴ヶ埣村・深沼村の計5か村が合併して新制の北浦村が発足。
- 昭和29年（1954年）4月1日 - 小牛田町・不動堂町・中埣村と合併し、新制の小牛田町となる。

## 行政

### 歴代村長
| 代      | 氏名           | 就任                      | 退任                      | 備考 |
| ------- | -------------- | ------------------------- | ------------------------- | ---- |
| 1       | 鎌田常之助     | 明治22年（1889年）4月23日 | 明治26年（1893年）4月22日 |      |
| 2       | 岩住源作       | 明治26年（1893年）4月23日 | 明治30年（1897年）4月22日 |      |
| 3 - 4   | 佐々木養右ェ門 | 明治30年（1897年）4月23日 | 明治36年（1903年）6月1日  |      |
| 5       | 大越秀三郎     | 明治36年（1903年）6月5日  | 明治39年（1906年）4月4日  |      |
| 6 - 7   | 佐々木養吉     | 明治39年（1906年）5月28日 | 大正3年（1914年）7月1日   |      |
| 8 - 9   | 門間勇治郎     | 大正3年（1914年）8月14日  | 大正10年（1921年）1月10日 |      |
| 10 - 11 | 佐々木波吉     | 大正10年（1921年）2月16日 | 昭和2年（1927年）1月4日   |      |
| 12 - 13 | 佐々木養吉     | 昭和2年（1927年）1月20日  | 昭和8年（1933年）8月28日  | 再任 |
| 14 - 15 | 千葉多利司     | 昭和8年（1933年）9月15日  | 昭和16年（1941年）9月19日 |      |
| 16      | 門間要治       | 昭和16年（1941年）11月1日 | 昭和18年（1943年）3月9日  |      |
| 17      | 千葉多利司     | 昭和18年（1943年）3月20日 | 昭和21年（1946年）1月4日  | 再任 |
| 18      | 佐々木勘兵衛   | 昭和21年（1946年）2月6日  | 昭和22年（1947年）4月9日  |      |
| 19      | 小野寺誠毅     | 昭和22年（1947年）4月10日 | 昭和23年（1948年）5月11日 |      |
| 20      | 三浦利康       | 昭和23年（1948年）6月20日 | 昭和27年（1952年）6月19日 |      |
| 21      | 門間要治       | 昭和27年（1952年）6月20日 | 昭和29年（1954年）3月31日 | 再任 |

## 交通

### 鉄道
- 国鉄陸羽東線：北浦駅

## 出身者
- 三浦政治（1880-1962）；主に北海道で活動した教育者[1]。